# ريتشارد غارث
ريتشارد غارث (11 مايو 1820 - 23 مارس 1903) (بالإنجليزية: Richard Garth)‏ هو قاضي وسياسي ولاعب كريكت بريطاني (وحمل سابقاً جنسية المملكة المتحدة لبريطانيا العظمى وأيرلندا).